# Corey Graves
Matt Polinsky (nacido el 24 de febrero de 1984 en Pittsburgh, Pensilvania, Estados Unidos) es un exluchador profesional estadounidenese, más conocido como Sterling James Keenan en empresas independientes. Actualmente trabaja para la WWE bajo el nombre de Corey Graves, donde se desempeña como comentarista de SmackDown junto a Wade Barrett. 
Antes de ejercer como comentarista, Polinsky había luchado en el territorio de desarrollo NXT desde 2011  hasta su retiro en diciembre de 2014, donde ha sido Campeón en Parejas de NXT junto a Adrian Neville. Años después en 2021, se convirtió de manera breve en Campeón 24/7 de la WWE.

## Carrera profesional

### Circuito independiente (2000-2009)
Polinsky eligió su nombre de ring la noche antes de su primer combate de lucha libre profesional y eligió el nombre "Sterling James Keenan" como tributo a Sterling Sharpe, el jugador de fútbol americano favorito de Polinsky cuando era niño, y Maynard James Keenan de la banda Tool.
Keenan debutó el 22 de marzo de 2000. A lo largo de los años siguientes, apareció en varias promociones, incluido "Funkin Conservatory" de Dory Funk Jr., donde compitió con luchadores como Paul London, Adam Windsor y Onyx. En 2002, se asoció con "Dreamachine" Chris Cage para ganar el Campeonato en Parejas del Conservatorio Funkin al derrotar al equipo de Londres y Windsor.
Keenan también hizo apariciones para NWA Upstate, Independent Wrestling Association Mid-South , Cleveland All-Pro Wrestling y Full Throttle Wrestling. El 26 de abril de 2002, en NWA East/Pro Wrestling eXpress , Keenan y Mad Mike ganaron el NWA East Tag Team Championship al derrotar a The Premiere Players. [9] Keenan fue parte de la promoción Union of Independent Professional Wrestlers en sus dos encarnaciones. Ganó el Campeonato de Peso Crucero Keystone de la UIPW. A partir de 2005, apareció regularmente para Far North Wrestling (FNW), y el 2 de noviembre de 2007, ganó una batalla real para ganar el Campeonato de peso pesado de FNW. Derrotó a Samoa Joe y Rikishi por cuenta fuera el 23 de agosto de 2007 para ganar el título de peso pesado natural de Ballpark Brawl. El 24 de febrero de 2008, Keenan ganó el campeonato de peso pesado de Absolute Intense Wrestling al ganar un Gauntlet match de 30 hombres.
Keenan compitió en Pro Wrestling Zero1 y ganó el campeonato de peso pesado de Estados Unidos Zero-One en dos ocasiones. El 8 de marzo de 2008, Keenan derrotó a Mr. Wrestling 3 en Pittsburgh, Pensilvania para ganar el campeonato por primera vez. Solo mantuvo el campeonato durante una semana antes de dárselo al Dr. X el 15 de marzo en Morganville, Nueva Jersey . El 9 de mayo, Keenan ganó el campeonato por segunda vez, derrotando a Jake Manning en Limerick, Pensilvania. Mantuvo el campeonato durante poco menos de un mes antes de perderlo ante Rick Landell el 1 de junio.
A lo largo de los años, Keenan también ha hecho apariciones esporádicas para Ring of Honor. Su aparición debut para la promoción fue en el Round Robin Challenge II el 25 de abril de 2003, donde se asoció con EZ Money en un Tag Team Scramble match ganado por The S.A.T.. Regresó a ROH más de dos años después en Redemption el 12 de agosto de 2005. donde participó en un Fatal 4 Way ganado por Ace Steel. En octubre de 2005, perdió un combate individual ante Claudio Castagnoli y un combate individual entre Keenan y Steel en Tag Wars 2006 en enero de 2006 terminó sin competencia .debido a la interferencia de Chris Hero y Necro Butcher. Seis meses después, en In Your Face, Keenan y Jason Blade perdieron una lucha por equipos ante The Briscoe Brothers. 
Hizo una sola aparición en Ring of Honor en 2007 en el evento Fifth Year Festival: Dayton, perdiendo ante Jimmy Rave y otra aparición en marzo de 2009 en Steel City Clash, perdiendo ante Delirious. También apareció en el programa de televisión Ring of Honor Wrestling en el episodio del 4 de abril de 2009, perdiendo ante Erick Stevens.

#### International Wrestling Cartel (2002–2007)
Keenan debutó en International Wrestling Cartel (IWC) el 19 de octubre de 2002, derrotando a Troy Lords. En el siguiente programa de IWC, Keenan derrotó a CM Punk, antes de perder ante Shirley Doe en dos ocasiones pero derrotando a Josh Prohibición. El 28 de diciembre, Keenan se asoció con Dustin Ardine para desafiar a Devil's Advocates por el Campeonato en Parejas de la IWC, pero no tuvieron éxito. En mayo de 2003, Keenan participó en el torneo Super Indy de IWC, derrotando a BJ Whitmer en la primera ronda, pero perdiendo ante Colt Cabana en la segunda.
En el programa Revengeance de IWC en septiembre, Keenan derrotó a Al B. Damm para ganar un combate por el Campeonato de Peso Pesado de IWC . Recibió su combate por el campeonato el 1 de noviembre de 2003 y derrotó a Dennis Gregory para ganar el campeonato. En Rebirth of Extreme el 22 de noviembre, Keenan retuvo con éxito el título en una revancha contra Gregory e hizo tres defensas exitosas hasta el 20 de marzo de 2004, cuando Keenan perdió el título a manos de Dean Radford y no pudo recuperarlo en una revancha el 3 de abril y el 17 de abril, cuando fue derrotado por Radford en un Tables match.
En julio de 2004, Keenan desafió sin éxito a Chris Sabin por el Campeonato IWC Super Indy. Después de que Sabin dejara vacante el Campeonato IWC Super Indy, Keenan derrotó a Petey Williams, Josh Prohibición y John McChesney para ganar el campeonato vacante. Hizo una defensa exitosa del campeonato contra AJ Styles el 24 de febrero de 2005 y Claudio Castagnoli la noche siguiente. En abril retuvo el campeonato contra Nate Webb, antes de perder un combate de campeonato ante Justin Idol por conteo.en la defensa final del campeonato el 29 de abril de 2005. Esa misma noche, McChesney ganó el Torneo Super Indy, ganando el campeonato como parte de su victoria, a pesar de no haber vencido a Keenan. La noche siguiente, un partido por el campeonato entre Keenan y McChesney terminó en una doble cuenta fuera.
El 4 de agosto de 2007, Keenan perdió otro combate por el campeonato mundial, esta vez ante su rival Dennis Gregory, en lo que resultó ser su último combate en la empresa.

### One Pro Wrestling (2005–2009)
Keenan hizo su debut para la empresa británica One Pro Wrestling', derrotando a D'Lo Brown el 1 de octubre de 2005 en el evento inaugural A Cruel Twist of Fate. Formó una alianza con Abyss, y ambos derrotó a Sabu y Ulf Herman el 7 de enero de 2006. Más adelante en marzo, Keenan compitió en un torneo para determinar al primer Campeón Peso Pesado de 1PW, pero fue derrotado por AJ Styles en los cuartos de final.
Pasó a tener una rivalidad con Spud, derrotándolo el 26 de mayo en Know Your Enemy Night One. En Fight Club el 2 en julio, Keenan volvió a derrotar a Spud en un Iron City Street Fight. Tres semanas después, Keenan reemplazó a Matt Hyson en una lucha por equipos, donde él y Spud desafiaron a Jody Fleisch y Jonny Storm por el Campeonato de Parejas de 1PW. No tuvieron éxito después de atacar a Spud durante el transcurso del combate. En el evento Invincible de agosto, él y Hyson lucharon contra Spud y Teddy Hart en un combate que terminó sin ganador luego de que varios otros luchadores interfirieran. Esto llevó a un 10-man Elimination Tag Team, que ganó el equipo de Keenan.
En Resurrection en abril de 2007, Keenan desafió a Romeo Roselli por el Campeonato de Peso Pesado de Nu-Wrestling Evolution, perdiendo vía descalificación tras atacar a Roselli con el título. Luego el 29 de junio, comenzó a desafiar a Ulf Herman por el Campeonato de Peso Pesado de 1PW, pero no tuvo éxito en un Fatal 4-Way match cuando Herman retuvo el campeonato. Keenan no pudo volver a ganar el campeonato el 30 de junio y el 18 de agosto. El 13 de octubre, en el 2nd Anniversary Show, Keenan derrotó a Herman en un Steel Cage match para ganar finalmente el título. Keenan defendió el título en combates contra Doug Williamsel el 25 de enero de 2008 y frente a Martin Stone, Darren Burridge y Abyss en un Fatal 4-Way match la noche siguiente. Su siguiente defensa fue en octubre, cuando perdió ante Johnny Moss por descalificación, aunque si retuvo el título. En el 3rd Anniversary Show ese mismo mes, tuvo otra defensa titular exitosa contra Revan. 
Keenan finalmente perdió el Campeonato de Peso Pesado de 1PW ante Martin Stone el 18 de abril de 2009 en To The Extreme, poniendo fin a su reinado de 554 días. Después, continuó enfrentándose a Stone en intentos fallidos de recuperar el oro durante el año. Hizo su última aparición en 1PW durante el 4th Anniversary Show en noviembre.

### WWE (2011-2014, 2016-presente)

#### Apariciones previas (2006-2007)
El 26 de abril de 2006, Sterling James Keenan y CM Punk perdieron en un Dark Match contra los Shane Twins antes de que SmackDown saliera en vivo. El 6 de junio de 2006, Sterling James  Keenan se unió a Jon Bolen en la derrota ante Jamie Noble y Kid Kash. Sterling James Keenan apareció en un episodio del WWE Sunday Night HEAT que fue grabado el 6 de agosto, perdiendo ante Val Venis. Sterling James Keenan apareció el 10 de agosto de 2007 en SmackDown, donde fue derrotado ampliamente por Mark Henry.

#### Etapa como luchador (2011-2014)
En agosto de 2011, se informó que Polinsky había firmado un contrato de desarrollo con WWE. Polinsky anunció que actuaría en el territorio de desarrollo, Florida Championship Wrestling, bajo el nombre de Corey Graves. Debutó en las grabaciones de televisión de FCW el 25 de septiembre, perdiendo ante Erick Rowan. Al año siguiente, el 17 de marzo de 2012, Graves ganó el Campeonato en Parejas de la FCW con Jake Carter al derrotar a Bo Rotundo y Husky Harris. Cuando el roster de FCW se trasladó a la naciente NXT, Graves y Carter participaron en las grabaciones inaugurales en junio de 2012.
En 2013 llegó oficialmente a NXT con el nombre de Corey Graves. Graves se restableció como un heel individual el 14 de noviembre con una victoria sobre Oliver Gray; Luego de vencer a Yoshi Tatsu en diciembre, Graves atacó al campeón de NXT, Seth Rollins, y recibió un combate por el título en el episodio del 2 de enero de 2013 de NXT. Graves no pudo capturar el título a pesar de ganar por descalificación luego de la interferencia de los secuaces de Rollins, Dean Ambrose y Roman Reigns de The Shield. Después de las victorias individuales sobre su excompañero Carter y Alex Riley, Graves se enfrentó a Conor O'Brian en el partido de un contendiente número uno al título de NXT; el combate terminó sin ganador después de que The Shield atacara a ambos gladiadores, y Graves luego perdió un combate de triple amenaza. Graves hizo la transición a una pelea con The Shield, desafiándolos a un combate por costarle oportunidades de título, volviéndose cara en el proceso. Se enfrentó a Rollins en un Lumberjack match, que perdió cuando los otros miembros de The Shield interfirieron, por lo tanto, cimentó su cambio de rostro.
En mayo, Graves comenzó una rivalidad con The Wyatt Family luego de una confrontación (y posterior combate) con el líder Bray Wyatt. Después de ser eliminado por Wyatt en una batalla real, Graves se asoció con Kassius Ohno para desafiar sin éxito a Luke Harper y Erick Rowan por el Campeonato de Parejas de NXT, y Graves, Ohno y Adrian Neville perdieron ante The Wyatt Family en una lucha por equipos. Después de que los Wyatt lesionaron a Ohno dentro de la historia, Graves comenzó a formar equipo regularmente con Neville, y en el episodio del 18 de julio, derrotaron a Harper y Rowan para capturar el Campeonato de Parejas de NXT. El dúo mantuvieron los títulos durante casi tres meses, antes de perder ante The Ascension en septiembre. Después de no poder recuperar los títulos, Graves atacó a Neville para provocar una pelea, convirtiéndose así en heel. Intercambiaron victorias, antes de que Graves sufriera una conmoción cerebral legítima, dejándolo temporalmente inactivo. 
Regresó en enero de 2014, para entrar en un feudo con Sami Zayn. Graves derrotó a Zayn el 3 de abril, pero fue derrotado en una lucha por equipos de 6 hombres en equipo con The Ascension contra Zayn y The Usos. Para su desgracia, Graves luego sufrió una segunda conmoción cerebral, lo que provocó que se ausentara de la televisión durante varios meses.
Más adelante, Graves tomaría la decisión, con tal de salvaguardar su vida, de retirarse como luchador profesional al dar un promo en NXT TakeOver: R Evolution. También anunció que se uniría al equipo de comentaristas de NXT con efecto inmediato, comenzando sus funciones en ese evento.

#### Etapa como comentarista (2016-presente)

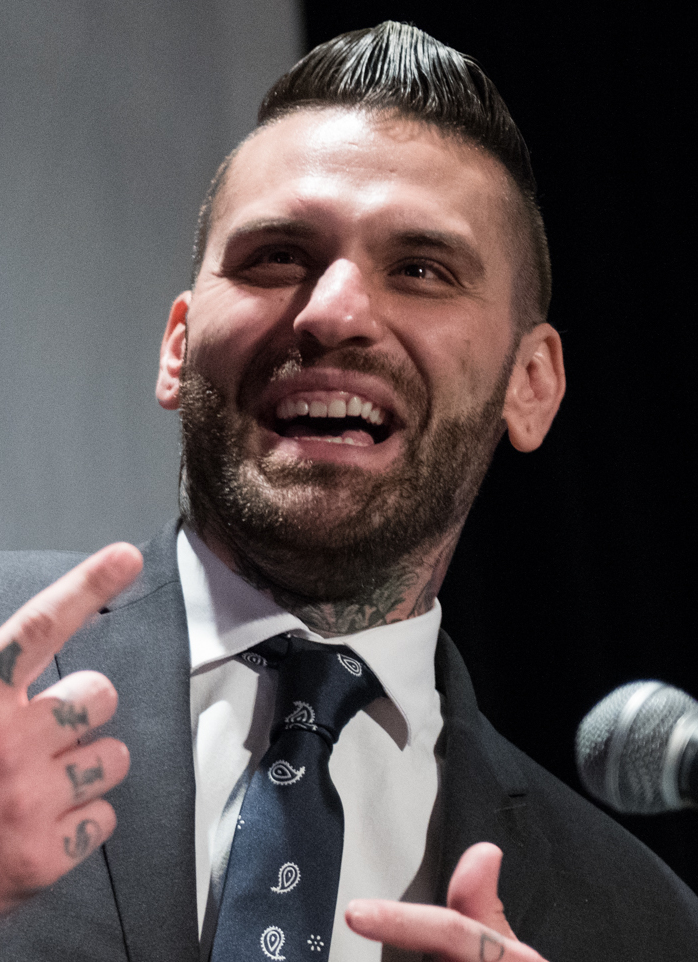
Tras retirarse como luchador profesional debido a dos contusiones, Graves empezó a tener una destacada carrera como comentarista.

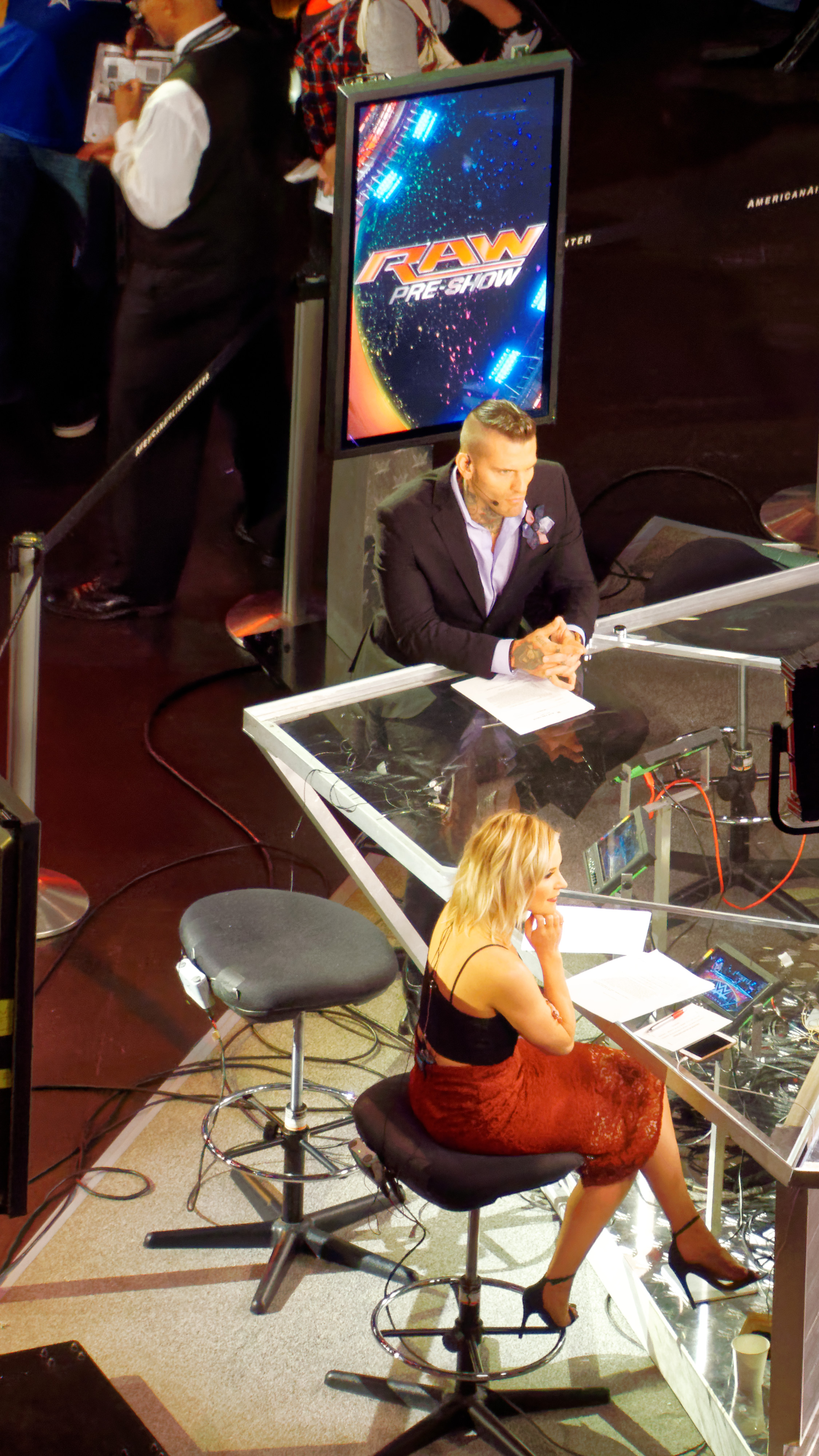
Graves junto a Renee Young durante un pre-show de Raw en 2016.

Después del Draft 2016, se anunció que Graves se uniría al equipo de comentaristas de Raw. El 25 de julio, en el primer episodio de Raw posterior al Draft, Graves comenzó a trabajar como comentarista junto a Michael Cole y Byron Saxton. El 29 de noviembre, Graves se unió al equipo de comentaristas del programa exclusivo de WWE Network de la división peso crucero, 205 Live, junto a Mauro Ranallo y Austin Aries.
En marzo de 2017, luego de la ausencia de Ranallo en los comentarios y el regreso de Aries a la acción en el ring, Tom Phillips se uniría a Graves en los comentarios de 205 Live. En el episodio del 29 de mayo de Raw, Graves informaría directamente al gerente general, Kurt Angle, sobre alguna "información escandalosa" que le fue enviada, y Angle le dijo que si la noticia estallaba, lo arruinaría. En el episodio del 19 de junio, mientras Angle intentaba resolver el misterio de quién atacó tanto a Enzo Amore como a Big Cass en las últimas semanas, Graves mostraba imágenes de seguridad de Cass fingiendo su ataque, lo que llevó a Cass a revelarse como el que atacó a Enzo, antes de atacarlo una vez más, disolviendo oficialmente el equipo. Graves continuaría apoyando a Angle sobre la información personal que le fue enviada, la cual este revelaría en el episodio del 17 de julio, anunciando que Jason Jordan era su hijo (kayfabe). El 4 de septiembre, se anunció que Graves también se uniría al equipo de locutores de SmackDown Live después de que John "Bradshaw" Layfield se fuera de la compañía, lo que convirtió a Graves en el único locutor actual en comentar en ambas marcas principales.
El 26 de septiembre de 2019, WWE anunció como parte de su "WWE Premiere Week" que habrá un nuevo equipo de comentaristas sobre las tres marcas. Más tarde, se anunció que Graves ahora sería comentarista y analista solo para SmackDown.
En la edición del 12 de abril de 2021 de Raw después de WrestleMania 37, Graves regresó a la transmisión de Raw, reemplazando a Samoa Joe. A su vez, el presentador de podcasts y programas de radio Pat McAfee ocuparía el lugar de Graves como comentarista de la marca azul. En la edición del 8 de noviembre, Graves cubrió a Akira Tozawa en el ringside para ganar el Campeonato 24/7 de la WWE, solo para perderlo inmediatamente después ante Byron Saxton. 
El 11 de febrero de 2022, Graves sustituyó a Pat McAfee en un episodio de SmackDown debido a un altercado de este último con Austin Theory. En el episodio del 4 de abril, después de que Carmella -su esposa en la vida real- fuera atacada por su compañera de equipo Zelina Vega por perder el Campeonato Femenil en Parejas de la WWE en WrestleMania 38, Graves la consoló en el ringside y finalmente compartió un beso entre los dos. Luego de que ESPN contratara a Pat McAfee para su cobertura de College GameDay, Graves asumió temporalmente como comentarista de SmackDown a partir del episodio del 9 de septiembre de 2022, en lo que McAfee se encuentre ocupado en la temporada de fútbol americano universitario.
Graves regresó a SmackDown como comentarista de color y Kevin Patrick se unió como comentarista jugada por jugada el 11 de agosto de 2023.

## Vida personal
Nacido en un familia judía. Polinsky es un piercer profesional, hizo su práctica en una tienda de tatuajes luego de que uno de sus amigos se lo pidiera. Estuvo casado con Amy Polinsky con la cual tiene tres hijos: Cash, Lenyn y Lola Polinsky. A principios de 2019, Amu publicó una foto en Instagram que decía que Polinsky había tenido una aventura con la luchadora de WWE Leah Van Dale (conocida como Carmella). La publicación de Amy fue eliminada poco después y se confirmó que la pareja ya se había separado y estaban en proceso de divorcio, y siguiendo Polinsky su relación con Carmella. En 2021, anunciaron su compromiso matrimonial previsto para inicios del siguiente año. Los dos se casaron el 7 de abril de 2022, el 31 de octubre del 2022, en un post en Instagram, su esposa Camella reveló que había tenido un embarazo ectópico, el cual le provocó un aborto espontáneo, perdiendo de esta manera a su hijo, el 8 de noviembre del 2023, Polinsky y Van Dale ( conocida como Carmella), dieron la bienvenida a su hijo, Dimitri Paul Polinsky.
Polinsky se describe como un yinzer típico y, a menudo, muestra orgullo de ser de Pittsburgh en la programación de WWE, a menudo menciona sus bares en el lado sur de dicha ciudad y menciona sus lugares favoritos para visitar.
También tiene un hermano menor, Sam, que lucha para la promoción mexicana Lucha Libre AAA Worldwide bajo el nombre de "Sam Adonis".

## Legado
El legendario comentarista de lucha libre profesional y miembro del Salón de la Fama de la WWE, Jim Ross, ha declarado que "Graves es el talento joven más brillante en el aire que la WWE ha desarrollado en años".
Michael Cole, actual comentarista de WWE, elogió a Graves y dijo: "Le dimos una oportunidad y realmente trabajó duro en eso. Esto no fue fácil para él. Dedicó mucho tiempo en el WWE Performance Center, y horas y horas de trabajo". Lo pusimos en Raw, y despegó. Es el chico nuevo, es el nuevo talón. "Tiene una presencia única, tiene sarcasmo y tiene ingenio, y también tiene la experiencia de estar en el ring, ser un ex campeón de parejas de NXT. Lo tiene todo. Es el futuro de lo que hacemos aquí".
El promotor y booker de lucha libre profesional Eric Bischoff también reiteró que Graves es "muy diferente, tiene su propio camino sobre él. Tiene una vibra y un enfoque del negocio que realmente amo, y creo que lo hace único. Pero piensa en eso. Piensa sobre cuánta lucha libre, cuántas historias, piensa en lo que Corey Graves en particular tenía que hacer cada semana. A menos que hayas hecho ese trabajo, incluso si has hecho ese trabajo, es difícil de imaginar".
La leyenda de la lucha libre profesional y el miembro del Salón de la Fama de la WWE, Arn Anderson, considera que Graves es uno de los comentarista más destacados de las últimas décadas al afirmar que "obviamente tiene antecedentes en el ring, tiene una apariencia genial, se siente como si estuviera 'dentro del béisbol' lo suficiente y en sus cosas donde los 'fanáticos inteligentes puede disfrutar de su trabajo, marca las casillas de Vince". "Solo su apariencia te hizo prestar atención y atrajo a una multitud más joven y creo que tienes que tener una mezcla de diferentes locutores que cubran y marquen diferentes casillas simplemente como si tuvieras talento y Corey era un tipo obstinado. No sé cuántas de esas opiniones eran suyas y las que se esperaban que tuviera, pero encaja con ese grupo demográfico más joven y siempre quieres agarrar eso, eso es seguro".

## Campeonatos y logros
- 1 Pro Wrestling
  - 1PW Heavyweight Championship (1 vez)[30]

- Absolute Intense Wrestling
  - AIW Absolute Championship (1 vez)

- Ballpark Brawl
  - Natural Heavyweight Championship (1 vez)

- Far North Wrestling
  - FNW Heavyweight Championship (1 vez)

- Florida Championship Wrestling
  - FCW Florida Tag Team Championship (1 vez) - con Jake Carter

- Funkin' Conservatory
  - FC Tag Team Championship (1 vez) – with Chris Cage

- International Wrestling Cartel
  - IWC Heavyweight Championship (1 vez)
  - IWC Super Indy Championship (1 vez)

- NWA East
  - NWA East Heavyweight Championship (1 vez)
  - NWA East Tag Team Championships (1 vez) - with Mad Mike
  - NWA North American Tag Team Championships (1 vez) - with Brandon K

- Pro Wrestling Zero1
  - Zero-One United States Heavyweight Championship (2 veces)[31]

- Renegade Wrestling Alliance
  - RWA Heavyweight Championship (1 vez)

- Union of Independent Professional Wrestlers
  - UIPW Keystone Cruiserweight Championship (1 vez)

- WWE
  - WWE 24/7 Championship (1 vez)
  - NXT Tag Team Championship (1 vez) - con Adrian Neville

- Pro Wrestling Illustrated
  - Situado en el Nº395 en los PWI 500 de 2004[32]
  - Situado en el Nº311 en los PWI 500 de 2005[33]
  - Situado en el Nº302 en los PWI 500 de 2006[34]
  - Situado en el Nº372 en los PWI 500 de 2007[35]
  - Situado en el Nº341 en los PWI 500 de 2008[36]
  - Situado en el Nº296 en los PWI 500 de 2009[37]
  - Situado en el Nº268 en los PWI 500 de 2010[38]
  - Situado en el Nº270 en los PWI 500 de 2011[39]
  - Situado en el Nº200 en los PWI 500 de 2012[40]
  - Situado en el Nº118 en los PWI 500 de 2013[41]
  - Situado en el Nº137 en los PWI 500 de 2014[42]